# Kakawin Ramayana

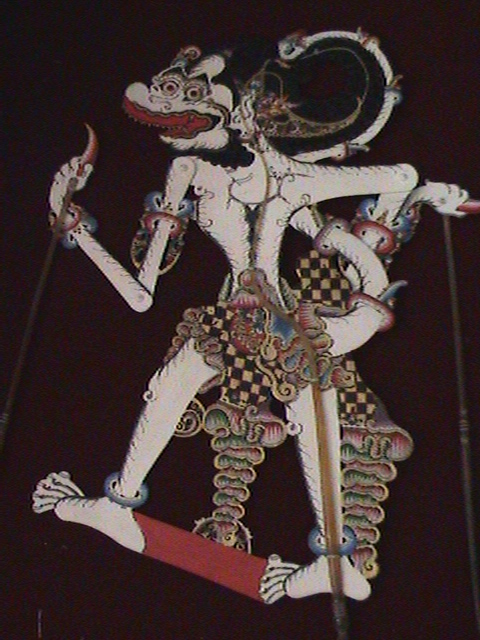
Een leren pop van Hanuman, een belangrijk figuur uit Kakawin Ramayana

Het Ramayana-kakawin is het oudste Javaanse dichtwerk (kakawin) van grotere omvang dat bewaard gebleven is. Het anonieme werk bestaat uit 316 pagina's met 2783 vierregelige strofen. Men vermoedt dat dit gedicht rond het jaar 870 werd geschreven. Dit gedicht is geschreven in het Oud-Javaans.

## Oorsprong
Iets meer dan de helft van de tekst vormt een bewerking van het Sanskriet kāwya Rāwaṇawadha van Bhaṭṭi, een Indiaas dichter uit de zesde of de zevende eeuw. In de rest van het werk gaat de Javaanse dichter geheel zijn eigen weg. Hij moet zeer goed Sanskriet hebben gekend. Dat was in die tijd het monopolie van de geestelijke stand, die ook tot taak had, de tempels te beheren en belangrijke inscripties te vervaardigen.

## Vorm
Het Ramayana-kakawin voldoet aan alle eisen van het klassieke Indische mahākāwya (groot dichtwerk). De dichter gebruikt 81 verschillende Indische metra en toont zich een meester in het hanteren van schone stijlfiguren en klankeffecten (alangkara).

## Samenvatting

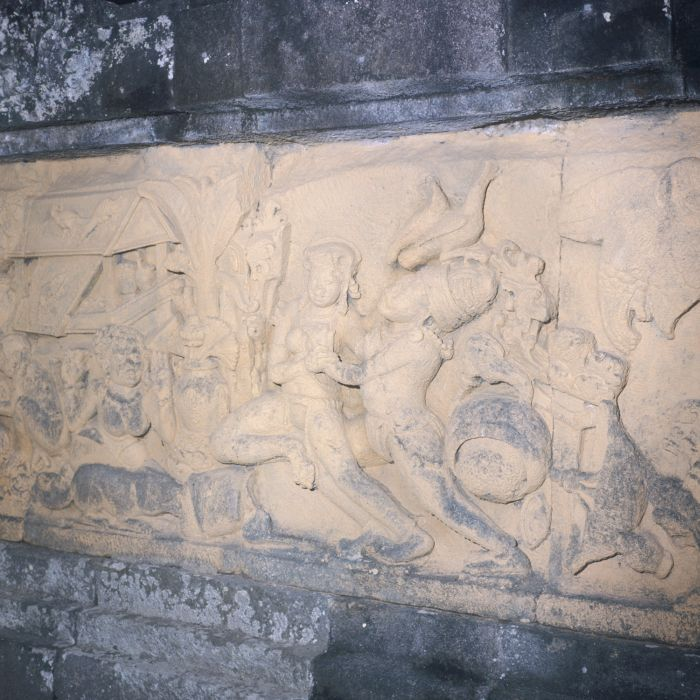
Sita ontvoerd (reliëf op Prambanantempel)

Koning Dasaratha uit Ayodya had vier zonen; Rama, Bharata, Lakshmana en Satrughna. Op een dag kwam een kluizenaar, Wiswamitra, langs om hulp te vragen van de koning. Zijn kluizenaarswoning werd belegerd door demonen. Rama en Lakshmana vertrokken om hem te helpen.
Daar aangekomen, slaagden Rama en Laksmana erin om alle demonen te doden. Daarna gingen zij op weg naar het land Mithila waar een swayambara werd gehouden: de keuze van een bruidegom voor prinses Sita. Sita was namelijk geboren met een boog in haar hand. Alle deelnemers aan de swayambara moesten die boog spannen. Wie daartoe in staat was, zou daarmee haar hand winnen. Niemand kon de boog spannen, behalve Rama. Rama huwde Sita en ze keerden terug naar Ayodya.
Enige tijd later werd in Ayodya de voorbereidingen getroffen om Rama als koning in te huldigen. Maar een bijvrouw van Dasaratha, Kaikeyi, die niet Rama's moeder was, protesteerde daartegen. Dasaratha had haar immers ooit beloofd dat haar zoon Bharata koning zou worden, en niet Rama. Schoorvoetend gaf Dasaratha toe, omdat hij haar dat inderdaad had beloofd.
Daarna vertrok Rama, vergezeld door zijn vrouw Sita en zijn broer Laksmana. Niet lang daarna overleed koning Dasaratha. Bharata, die inmiddels koning was, ging op zoek naar Rama, Sita en Laksmana. Hij vond hen en vroeg Rama om terug te keren naar Ayodya om te regeren als koning, omdat hij zichzelf niet waardig vond. Rama weigerde en gaf Bharata zijn sandalen, als symbool voor zijn macht. Zo kon Bharata letterlijk 'in Rama's schoenen staan'.
Op een gegeven moment waren Rama, Sita en Laksmana in het bos Dandaka. Daar werd de reuzin Surpanakha verliefd op Laksmana. Zij nam de gedaante aan van een mooie vrouw en probeerde hem te verleiden. Maar Laksmana ging er niet op in en sneed uiteindelijk zelfs het puntje van haar neus.

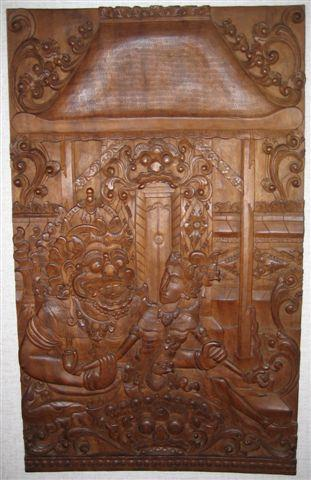
Sita ontvoerd (houtsnijwerk)

 Surpanakha was woedend en wendde zich tot haar broer Rawana. Ze daagde hem uit om Sita te ontvoeren en tot vrouw te nemen. Uiteindelijk droeg Rawana de reuas Marica op om haar te schaken. Marica vermomde zich als een mooi hert met een gouden vacht. Sita voelde zich tot het dier aangetrokken en vroeg Rama om het te vangen. Rama liet Sita achter met Laksamana en ging op weg om het hert te vangen. Het was erg behendig en snel. Ten slotte raakte Rama zo geïrriteerd dat hij het opgaf en het hert met een pijl doodde. Het dier slaakte een doodskreet, veranderde terug in de reus en stierf. Intussen werd Sita ongerust. Ze dacht dat het Rama was die schreeuwde. Zij vroeg Laksmana op zoek te gaan maar hij weigerde. Daarop vernederde Sita Laksmana en verweet hem, eigenlijk achter haar aan te zitten. Uiteindelijk gaf Laksmana toe en ging op zoek naar Rama, nadat hij een (magische) beschermende cirkel rond Sita had getrokken. Toen was Sita alleen, zodat Rawana haar met gemak meenam nadat hij haar met een list uit de cirkel lokte.
Sita schreeuwde en een grote vogel, genaamd Jatayu, hoorde haar. Jatayu was ooit bevriend geweest met Dasaratha en schoot haar te hulp. Maar Rawana was veel te sterk voor hem. Terwijl Jatayu op sterven lag, kon hij nog net aan Rama en Laksmana vertellen dat Sita door Rawana was ontvoerd naar zijn rijk Lenka.
Rama en Laksmana gingen op zoek naar dit rijk. Het bleek op een eiland te liggen. Op een gegeven moment kwamen zij een groep apen tegen, met hun koning Bali. Bali had de vrouw van zijn broer, Sugriwa ontvoerd. Rama doodde Bali en gaf de vrouw terug aan Sugriwa. Toen was Sugriwa bereid om Rama te helpen en uiteindelijk kon Rama met hulp van het apenleger, geleid door Hanuman, Sita terug veroveren. Rawana werd gedood en Rama keerde met Sita terug naar Ayodya, waar hij tot koning werd gekroond. Dat is het eind van het verhaal zoals vervat in de Kakawin Ramayana.